# IG Bauen-Agrar-Umwelt

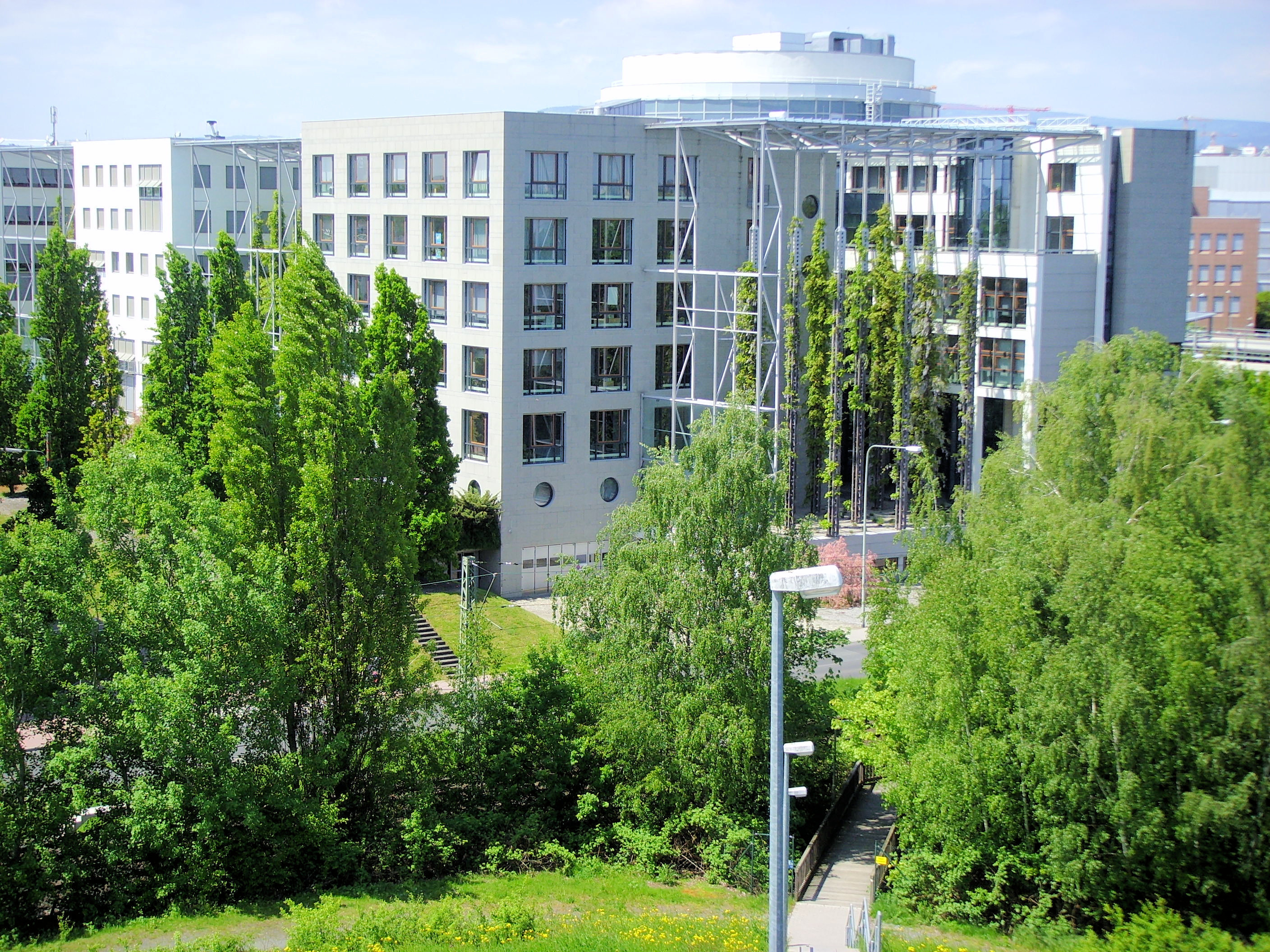
„Haus der Baugewerkschaft“ (Sitz des Bundesvorstands) in Frankfurt am Main

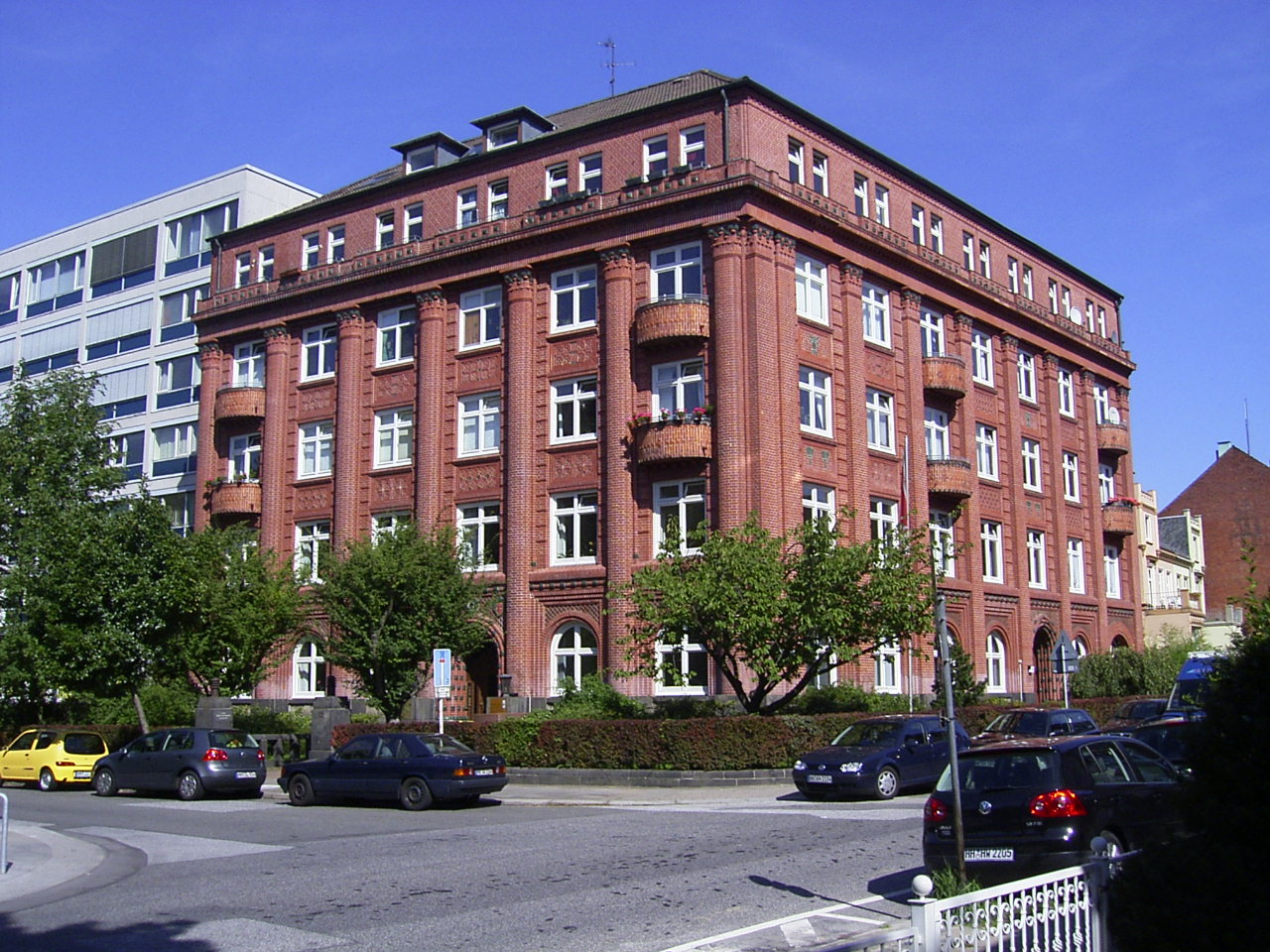
„Bundeshaus“ (bis 1929 Hauptsitz des damaligen Deutschen Bauarbeiterverbandes). Heute Standort der Büros der IG BAU Region Nord und des Bezirksverbandes Hamburg sowie des Jugendkellers der Jungen IG BAU Hamburg.

Die Industriegewerkschaft Bauen-Agrar-Umwelt (IG BAU), auch Baugewerkschaft genannt, ist mit 221.519 (159.453 männlich, 62.066 weiblich) Mitgliedern (Stand: 2022) die fünftgrößte Einzelgewerkschaft im Deutschen Gewerkschaftsbund (DGB). Sie hat ihren Sitz in Frankfurt am Main. In Berlin und Brüssel unterhält sie politische Verbindungsbüros.
Bundesvorsitzender der IG BAU ist seit 2013 Robert Feiger. Sein Vorgänger war ab November 1995 Klaus Wiesehügel.

## Geschichte
Die IG BAU entstand am 1. Januar 1996 durch Fusion der IG Bau-Steine-Erden (IG BSE) und der Gewerkschaft Gartenbau, Land- und Forstwirtschaft (GGLF), deren Anfänge ins 19. Jahrhundert zurückreichen.
Zur Zeit ihrer Gründung (1996) gehörten ihr rund 720.000 Mitglieder an. Diese Zahl sank bis Dezember 2000 auf 540.000. Zu ihrem zehnjährigen Bestehen zählte die IG Bau noch 392.000 Mitglieder. Bis Ende 2021 sank die Mitgliederzahl auf 221.519 Mitglieder.
Die IG Bauen-Agrar-Umwelt hat am 17. Juni 2013 erstmals den Georg-Leber-Preis verliehen. Sie ehrt im Namen des verstorbenen ehemaligen Bundesvorsitzenden der IG Bau-Steine-Erden Georg Leber Menschen, die in herausragender Weise Zivilcourage gezeigt haben. Als erste Person wurde Wolfgang Thierse ausgezeichnet.

## Zuständigkeiten
Ihrer Satzung nach ist die IG BAU zuständig für folgende Wirtschafts- und Verwaltungszweige: Baugewerbe, Baustoffindustrie, Abfallentsorgung und Recycling, Land- und Forstwirtschaft, Gebäudereinigung und -management, sowie Umwelt- und Naturschutz. Sie vertritt damit Arbeitnehmer, die zum Beispiel als Bauarbeiter, Maler und Lackierer, Glaser, Dachdecker, Gerüstbauer, Gebäudereiniger, Gärtner, Garten- und Landschaftsbauer, Floristen, Forstbeschäftigte, Mitarbeiter in Zementwerken oder Landschaftsschutzverbänden tätig sind.
Die IG BAU ist eine Basisorganisation mit zahlreichen Orts-, Stadt- und Kreisverbänden, Fach- und Betriebsgruppen. Laut Satzung erfolgt die Willensbildung der Mitglieder in den Bezirksverbänden. Außerdem sind die Bezirksverbände Ansprechpartner für die Mitglieder vor Ort und beantworten Fragen rund ums Arbeitsleben und die Mitgliedschaft. Die Junge BAU, IG BAU-Frauen, IG BAU-Senioren und IGay BAU vertreten die Interessen der jeweiligen Teilgruppen, organisieren eigene Aktionen und Veranstaltungen.
In Steinbach im Taunus betreibt die IG BAU ihre zentrale Bildungseinrichtung, das Bildungswerk Steinbach. Das Gemeinnützige Erholungswerk bietet Mitgliedern der IG BAU vergünstigten Urlaub. Die IG BAU hat mehrere Stiftungen gegründet – unter anderem die Stiftung Soziale Gesellschaft – Nachhaltige Entwicklung in Berlin. Zehnmal im Jahr erscheint das Mitgliedermagazin der IG BAU, Der Grundstein/Der Säemann.
Während die IG BAU mit dem Bundesverband Farbe Gestaltung Bautenschutz Träger der Gemeinnützigen Urlaubs- und Zusatzversorgungskasse des Maler- und Lackiererhandwerks (Malerkasse) ist, unterhält sie zusammen mit dem Zentralverband des Deutschen Dachdeckerhandwerks die Gemeinnützigen Sozialkassen des Dachdeckerhandwerks (SOKA-DACH).

## Mitgliedschaften
Die IG BAU ist Mitglied im Deutschen Gewerkschaftsbund (DGB), in der Europäischen Föderation der Bau- und Holzarbeiter (EFBH), dem Europäischen Verband der Landwirtschafts-, Lebensmittel- und Tourismusgewerkschaften (EFFAT), der UNI-Europa, in der Bau- und Holzarbeiter Internationale (BHI), der Internationalen Gewerkschaft der Nahrungsmittelarbeiter sowie dem Europäischen Verein für Wanderarbeiterfragen, der auf Initiative der IG BAU gegründet wurde.